# Jacqueline et Genevieve de Maleprade
Jacqueline de Maleprade, née à Paris 7e le 2 juin 1894 et morte le 28 avril 1972 à Anduze, et Geneviève de Maleprade, née le 3 décembre 1898 à Paris 7e et morte le 6 novembre 1987 à Anduze, sont deux sœurs engagées dans l'église réformée, qui font partie pendant la Seconde guerre mondiale d'un réseau d'évasion. Après guerre, Jacqueline contribue au magazine Foi et Vie, et signe plusieurs appels, dont le manifeste des 121.

## Jeunesse
Les deux sœurs sont issues d'une famille protestante engagée originaire du Lot-et-Garonne. Leur père était membre du consistoire de l'Église Réformée de France. Toutes les deux étaient enseignantes au collège Sévigné à Paris. Engagée dans l’Eglise Réformée, Jacqueline à partir de 1918 a contribué au magazine Foi et Vie.

## Engagements
Pendant l’Occupation, elles faisaient partie du réseau d’évasion Comète. En 1944, les deux sœurs ont hébergé pendant un mois dans leur appartement parisien, un aviateur américain, Lowell Isaac Creason, rescapé du crash de son avion abattu le 14 janvier 1944 par la défense antiaérienne allemande au sud de la ville de Gravelines (Nord) lors d’une mission de bombardement de l'Opération Crossbow contre le bunker des lanceurs de bombes volantes près de Saint Omer. Il sera ensuite acheminé vers l’Espagne par le réseau d’évasion. Juste après qu’il a quitté leur appartement, autour du 9 mars, la Gestapo y fait irruption et arrête Jacqueline et Geneviève. Après un interrogatoire rapide, elles sont libérées. Elles seront remerciées par une citation du président des États-Unis signée du Général Eisenhower alors qu’il était chef des forces Alliées en Europe.
Après la fin de la guerre, Jacqueline s'engage pour plusieurs causes : en 1949 elle signe l'appel de Albert Camus et André Breton Pour sauver dix intellectuels grecs publié dans Combat, en 1950 l'appel d'Albert Camus et André Breton pour libérer Záviš Kalandra.
En 1960, Jacqueline fait partie de la seconde liste des signataires du manifeste des 121,, pour le droit à l’insoumission dans la guerre d’Algérie. En 1962 après la signature de l'armistice Jacqueline et sa sœur Genevieve militeront pour l'amnistie des réfractaires au service militaires et pour ceux qui ont aidé les algériens luttant pour l'indépendance portée par Laurent Schwartzet signeront toutes les deux la petition portée par la revue Esprit.

## Publications dansFoi et Vie
- Figures et Doctrines de Philosophes 20 juillet 1918 [6]
- Comment un Philosophe Américain est passé de la Science à La Religion1er janvier 1919[18]
- Le "Foyer de L'ouvrière" de la Y.W.C.A 20 janvier 1919[19]
- l'Entre-Aide des Femmes Françaises 10 février 1919[20]